# Groupe La Dépêche du Midi
Le groupe La Dépêche du Midi est un groupe de presse français constitué en 1957.
Il détient plusieurs quotidien locaux dont La Dépêche du Midi, L'Indépendant, Midi Libre, Centre Presse Aveyron, Le Petit Bleu d'Agen et la Nouvelle République des Pyrénées ainsi que Midi Olympique, bihebdomadaire national.
Depuis le début des années 2020, le groupe amorce une diversification de ses activités, notamment dans l’audiovisuel et l’événementiel, avec l’acquisition d’un groupe de chaînes de télévision locales, la création du Rose Festival, le rachat de la brasserie toulousaine Le Bibent, et plus récemment celui de la société Fadas Event (Festival Les Déferlantes, Bacchus festival...).
Le groupe appartient à la famille Baylet. Son siège est situé à Toulouse.

## Historique
Le groupe La Dépêche du Midi a été immatriculé au registre du commerce le 6 novembre 1957. Il tire son nom de son journal éponyme La Dépêche du Midi, quotidien régional fondé en octobre 1870, à Toulouse. Initialement publié sous la forme d’un feuillet de quatre pages, il était destiné à relayer les nouvelles du front pendant la guerre franco-prussienne. Au fil des décennies, le journal s’est développé et diversifié pour devenir un groupe de presse indépendant, basé dans le sud-ouest de la France. 
Jean Baylet, journaliste et homme politique, prend la direction du journal en décembre 1943 et le dirige jusqu’à son décès en 1959. Son épouse, Evelyne Jean-Baylet, lui succède alors à la direction du groupe. Progressivement, leur fils Jean-Michel Baylet assume des responsabilités croissantes au sein de l'entreprise et conduit le développement et la diversification des activités, notamment à travers diverses acquisitions. 
En novembre 1978, le groupe rachète Midi Olympique, hebdomadaire spécialisé dans le rugby, alors propriété de l'ancien courtier en assurances Fernand Laborie. 
En mai 1979, le groupe acquiert l’imprimerie aveyronnaise Salingardes, éditrice de l'hebdomadaire Le Villefranchois. En janvier 1982, il prend 57,64 % du capital de la Société pyrénéenne d’éditions et d’imprimerie, éditrice de La Nouvelle République des Pyrénées à Tarbes (dont il deviendra propriétaire à 100 % en 1996), et acquiert également 61 % du capital du Petit Bleu d’Agen.
En juin 2015, le groupe annonce l'officialisation de l'acquisition de Les Journaux du Midi, pour un montant de 15 millions d'euros. Dans le même temps, il annonce la suppression de 300 postes, répartis à parts égales entre les deux groupes qui ont respectivement 800 et 920 employés, soit légèrement moins qu'annoncé précédemment. 
En 2018, le groupe apporte des modifications à son offre dominicale et lance : MiDi, un magazine hebdomadaire distribué en Occitanie, remplaçant Version Femina dans le cadre de son repositionnement éditorial.
Le groupe dispose d’une fondation, la Fondation Groupe Dépêche, créée en 2008 et présidée par Marie-France Marchand-Baylet. Elle soutient des actions éducatives, culturelles et sociales principalement en région Occitanie.

## Gouvernance
Jean-Michel Baylet (également propriétaire de l'hebdomadaire Le Républicain), fils de Jean Baylet, ancien patron de La Dépêche du Midi, a succédé à sa mère Evelyne-Jean Baylet en 1995. En février 2016, à la suite de sa nomination au sein du gouvernement Valls II, il démissionne de son poste président-directeur général et est remplacé par Marie-France Marchand-Baylet, présidente du comité financier du groupe et également présidente de la Fondation Groupe Dépêche. 
Alors que La Dépêche a annoncé qu'elle se portait acquéreur du Groupe Midi-Libre (Midi Libre, L'Indépendant, Centre Presse Aveyron et Le Journal de Millau), il procède, le 2 septembre 2014, à des modifications au niveau de sa gouvernance. Jean-Nicolas Baylet est alors nommé directeur général du groupe. 
En décembre 2020, en prévision du départ de Bernard Maffre, vice-président du Groupe, Jean-Benoît Baylet est nommé directeur général du groupe, en charge du pôle montpelliérain (comprenant les journaux tels que Midi Libre, Centre Presse Aveyron et L’Indépendant). 
En juin 2022, le conseil d’administration décide de la dissociation des mandats de Président et de Directeur Général au Groupe La Dépêche et à Midi Libre. Jean-Michel Baylet reste ainsi président du conseil d’administration, Jean-Nicolas Baylet devient mandataire social de la SA Groupe La Dépêche du Midi et Jean-Benoît Baylet, mandataire social de la SA Midi Libre.

## Structure
Dirigeants
- Président : Jean-Michel Baylet[15] ;
- Directeur Général : Jean-Nicolas Baylet

Répartition du capital
- Occitane de Communication : 96,24 % ;
- Mutuelle Groupe la Dépêche du Midi : 2,5 %.

En chiffres
- Chiffre d’affaires (2024) : 194 millions d'euros ;
- Effectif : environ 1 200 salariés.

| Année                                | 2015        | 2014        | 2013        | 2012        | 2011        |
| Chiffre d'affaires                   | 243 000 000 | 129 725 144 | 132 744 689 | 138 450 516 | 141 385 006 |
| Source : rapport annuel CA consolidé |             |             |             |             |             |

## Diversification et développement
En avril 2021, le groupe Dépêche acquiert le réseau de chaînes locales viàOccitanie à la barre du Tribunal de commerce de Nîmes, comprenant quatre fréquences dans la région. Ces chaînes sont diffusées sur la TNT ainsi que sur les sites des éditeurs du Groupe. 
En 2022, le groupe s’associe à Golden Child (structure des rappeurs Bigflo et Oli) et à la société de production Bleu Citron pour lancer le Rose Festival, un événement musical annuel à Toulouse. 
Fin janvier 2024, le groupe, associé au Groupe Esprit Pergo (aujourd'hui Maison Pergo), reprend le fonds de commerce de la brasserie Le Bibent, situé place du Capitole à Toulouse, à la barre du Tribunal de commerce de Montauban. 
En janvier 2025, le groupe indique renforcer sa présence dans le domaine du spectacle vivant en rachetant Fadas Event, propriétaire des marques Les Déferlantes (Le Barcarès), Bacchus Festival (Argelès-sur-Mer), Pellicu-Live (Thuir) et Live au Campo (Perpignan), des événements se déroulant dans les Pyrénées-Orientales.

## Parutions
Journaux
- La Dépêche du Midi ;
- L'Indépendant ;
- Midi olympique ;
- La Nouvelle République des Pyrénées (Tarbes) ;
- Le Petit Bleu d'Agen ;
- Le Villefranchois (Villefranche-de-Rouergue) ;
- La Gazette du Comminges (Saint-Gaudens) ;
- Midi libre ;
- Centre Presse Aveyron ;
- Le journal de Millau.

Internet
- La Dépêche du Midi ;
- RugbyRama.fr[19] ;
- Le Petit Bleu d'Agen[20] ;
- Toulouscope.fr[21] ;
- Midi-Libre ;
- L'Indépendant ;
- Centre Presse ;
- La Nouvelle République des Pyrénées.

Audiovisuel
- La Dépêche News (agence de presse), créée en 2003.
- Vià Occitanie : réseau de chaînes de télévision locales dont le groupe de La Dépêche a repris les activités à la suite de la liquidation du groupe Vià.

## Démêlés judiciaires
Se sentant écartée de la direction du groupe, Danièle Malet-Baylet, fille aînée d’Évelyne Baylet, s'oppose à sa mère, son frère cadet Jean-Michel et sa sœur Martine et obtient de la Justice 22 % des actions du groupe au titre de l'héritage de Jean Baylet placé alors en indivision. En 1998, Jean-Marie Colombani, directeur du Monde propose de lui racheter ses parts, ainsi que celles de Lucien Caujolle, époux de la petite-fille de Maurice Sarraut. Cette tentative d'entrée au capital à hauteur de 40 % est contrée par Jean-Michel Baylet qui restructure le capital de l'entreprise en y faisant entrer notamment Quillet, filiale d'Hachette Filipacchi Médias, et Media Sud, holding de Pierre Fabre.
Le 13 mars 2003, Danièle, Jean-Michel, Marie-France et Évelyne-Jean Baylet sont condamnés par la cour d'appel de Toulouse à des peines d'emprisonnement avec sursis, pour abus de biens sociaux, s'étant octroyés des avantages sur le budget de La Dépêche dans les années 1990 pour rétribution de leurs employés de maison par les sociétés de ce groupe.